# Gouvernement de Vasa
1809–1917
Entités précédentes :
- Suède

Entités suivantes :
- Finlande

Le gouvernement de Vasa (en russe : Вазаская губерния, en suédois : Wasa län, en finnois : Vaasan lääni) est une division administrative du Grand-duché de Finlande au sein de l’Empire russe, qui exista de 1809 jusqu’à l’indépendance de la Finlande en 1917. Il succède à la province de Vaasa de la Finlande suédoise et laisse place à la province du même nom de la république de Finlande. Sa capitale est la ville de Vaasa (qui porte de 1855 à 1917 le nom de Nikolajstad en suédois et Nikolainkaupunki en finnois).

## Géographie
Situé sur la côte ouest de la Finlande, le gouvernement de Vasa était bordé à l’ouest par le golfe de Botnie, au nord par le gouvernement d'Uleåborg, à l’est par ceux de Kuopio et Sankt Michel au sud par ceux d'Åbo et Björneborg et de Tavastehus.
Le territoire du gouvernement de Vasa fait désormais partie des provinces finlandaises d'Ostrobotnie, Ostrobotnie centrale et Ostrobotnie du Sud.

## Subdivisions administratives
En 1891 le gouvernement de Vasa était divisé en sept ouïezds : Korsholm, Ilmola, Kuortane, Lappo, Laukas et Pedersöre. Le gouvernement comptait 7 villes, 83 communautés rurales et 57 villages.

## Population
En 1901 la population du gouvernement était de 460 460 habitants, dont 71,5 % de Finnois et 28,5 % de Suédois.